# 5 000 mètres féminin aux championnats du monde d'athlétisme 2019
Pour un article plus général, voir Championnats du monde d'athlétisme 2019.
Navigation
Londres 2017 Eugene 2021
L'épreuve du 5 000 mètres féminin des championnats du monde de 2019 se déroule les 2 et 5 octobre 2019 dans le Khalifa International Stadium, au Qatar. La course est remportée par la Kényane Hellen Obiri.

## Critères de qualification
Pour se qualifier pour les championnats, il faut avoir réalisé 15 min 22 s 00 ou moins entre le 7 septembre 2018 et le 6 septembre 2019.

## Médaillées
| Or           | Argent                     | Bronze                  |
| Hellen Obiri | Margaret Chelimo Kipkemboi | Konstanze Klosterhalfen |

## Résultats

### Finale
| Rang               | Athlète                    | Nationalité      | Temps          | Notes |
| ------------------ | -------------------------- | ---------------- | -------------- | ----- |
| Médaille d'or      | Hellen Obiri               | Kenya            | 14 min 26 s 72 | CR    |
| Médaille d'argent  | Margaret Chelimo Kipkemboi | Kenya            | 14 min 27 s 49 | PB    |
| Médaille de bronze | Konstanze Klosterhalfen    | Allemagne        | 14 min 28 s 43 |       |
| 4                  | Tsehay Gemechu             | Éthiopie         | 14 min 29 s 60 | PB    |
| 5                  | Lilian Kasait Rengeruk     | Kenya            | 14 min 36 s 05 | PB    |
| 6                  | Fantu Worku                | Éthiopie         | 14 min 40 s 47 | PB    |
| 7                  | Laura Weightman            | Royaume-Uni      | 14 min 44 s 57 | PB    |
| 8                  | Hawi Feysa                 | Éthiopie         | 14 min 44 s 92 |       |
| 9                  | Karissa Schweizer          | États-Unis       | 14 min 45 s 18 | PB    |
| 10                 | Eilish McColgan            | Royaume-Uni      | 14 min 46 s 17 | PB    |
| 11                 | Elinor Purrier             | États-Unis       | 14 min 58 s 17 | PB    |
| 12                 | Camille Buscomb            | Nouvelle-Zélande | 14 min 28 s 29 | PB    |
| 13                 | Andrea Seccafien           | Canada           | 14 min 59 s 95 | PB    |
| 14                 | Nozomi Tanaka              | Japon            | 15 min 00 s 01 | PB    |
| 15                 | Dominique Scott            | Afrique du Sud   | 15 min 24 s 47 |       |

### Séries
Les 5 premières de chaque séries (Q) et les 6 meilleures (q) se qualifient pour la finale.
| Rang | Athlète                    | Nationalité      | Temps                    | Notes |
| ---- | -------------------------- | ---------------- | ------------------------ | ----- |
| 1    | Hellen Obiri               | Kenya            | 14 min 52 s 13           | Q     |
| 2    | Karissa Schweizer          | États-Unis       | 14 min 52 s 41           | Q, PB |
| 3    | Hawi Feysa                 | Éthiopie         | 14 min 53 s 85           | Q     |
| 4    | Eilish McColgan            | Royaume-Uni      | 14 min 55 s 79           | Q     |
| 5    | Tsehay Gemechu             | Éthiopie         | 15 min 01 s 57 (.562 ms) | Q     |
| 6    | Konstanze Klosterhalfen    | Allemagne        | 15 min 01 s 57 (.569 ms) | Q     |
| 7    | Margaret Chelimo Kipkemboi | Kenya            | 15 min 01 s 58           | Q     |
| 8    | Lilian Kasait Rengeruk     | Kenya            | 15 min 02 s 03           | Q     |
| 9    | Camille Buscomb            | Nouvelle-Zélande | 15 min 02 s 19           | Q, PB |
| 10   | Laura Weightman            | Royaume-Uni      | 15 min 02 s 24           | Q     |
| 11   | Fantu Worku                | Éthiopie         | 15 min 02 s 74           | q     |
| 12   | Nozomi Tanaka              | Japon            | 15 min 04 s 66           | q, PB |
| 13   | Andrea Seccafien           | Canada           | 15 min 04 s 67           | q, PB |
| 14   | Dominique Scott            | Afrique du Sud   | 15 min 05 s 01           | q     |
| 15   | Elinor Purrier             | États-Unis       | 15 min 08 s 82           | q     |
| 16   | Anna Emilie Møller         | Danemark         | 15 min 11 s 76           |       |
| 17   | Sarah Chelangat            | Ouganda          | 15 min 19 s 90           |       |
| 18   | Hanna Klein                | Allemagne        | 15 min 28 s 65           |       |
| 19   | Rachel Schneider           | États-Unis       | 15 min 30 s 00           |       |
| 20   | Melissa Duncan             | Australie        | 15 min 37 s 37           |       |
| 21   | Rachel Cliff               | Canada           | 15 min 41 s 27           |       |
| 22   | Jessica Judd               | Royaume-Uni      | 15 min 51 s 48           |       |
| 23   | Valeriya Zhandarova        | Géorgie          | 15 min 52 s 11           |       |
| 24   | Tomoka Kimura              | Japon            | 15 min 53 s 08           |       |
| 25   | Florencia Borelli          | Argentine        | 15 min 56 s 49           |       |
| 26   | Cavaline Nahimana          | Burundi          | 16 min 25 s 82           |       |
| —    | Maureen Koster             | Pays-Bas         | DNF                      |       |
| —    | Karoline Bjerkeli Grøvdal  | Norvège          | DNF                      |       |
| —    | Tigist Gashaw              | Bahreïn          | DNF                      |       |

## Légende
Records et Performances
- AR : Record continental (area record)
- CR : Record des championnats (championship record)
- MR : Record du meeting (meet record)
- NR : Record national (national record)
- OR : Record olympique (olympic record)
- PR : Record paralympique (paralympic record)
- PB : Record personnel (personal best)
- SB : Meilleure performance personnelle de la saison (season's best)
- WL : Meilleure performance mondiale de l'année (world leader)
- WJR : Record du monde junior (world junior record)
- WR : Record du monde (world record)

Circonstances et Conditions
- DNF : N'a pas terminé (did not finish)
- DNS : N'a pas pris le départ (did not start)
- DQ : Disqualification (disqualification)
- NM : Aucun essai valable enregistré (No Mark)
- Q : Qualifié « directement » au prochain tour (ou à la prochaine compétition), lors d'une compétition majeure, grâce au classement ou à la réalisation des minima (automatic qualifier)
- q : Qualifié au prochain tour (ou à la prochaine compétition), lors d'une compétition majeure, grâce au repêchage ou à la réalisation de l'une des meilleures performances parmi celles des « non qualifiés directement » (grâce au meilleur temps ou à la meilleure distance par exemple) (secondary qualifier)